# Pedro Meza
Pour les articles homonymes, voir Meza.
Pedro Meza, né le 15 octobre 1985, à Chihuahua, au Mexique, est un joueur mexicain de basket-ball. Il évolue au poste de meneur.

## Palmarès
- Champion des Amériques 2013
- Finaliste des Jeux panaméricains de 2011